# Take Me Bak 'Ome
Take Me Bak 'Ome è un singolo del gruppo rock britannico Slade, pubblicato nel 1972.
Il brano è stato scritto da Noddy Holder e Jim Lea.

## Tracce
- 7"

1. Take Me Bak 'Ome - 3:13
2. Wonderin' Y - 2:48

## Formazione
- Noddy Holder - voce, chitarra
- Dave Hill - chitarra, cori
- Jim Lea - basso, cori
- Don Powell - batteria